# Кягытхане
Кягытхане (тур. Kâğıthane) — район провинции Стамбул (Турция), часть города Стамбул.

## История
Расположенная здесь долина издавна была местом охоты и конных прогулок для членов Османского двора. При султане Баязиде II здесь была построена пороховая фабрика. В XVIII веке в долине выращивали знаменитые тюльпаны.